# Mroczeń
Mroczeń (deutsch Moorschütz) ist eine Ortschaft mit einem Schulzenamt der Landgemeinde Baranów im Powiat Kępiński der Woiwodschaft Großpolen in Polen.

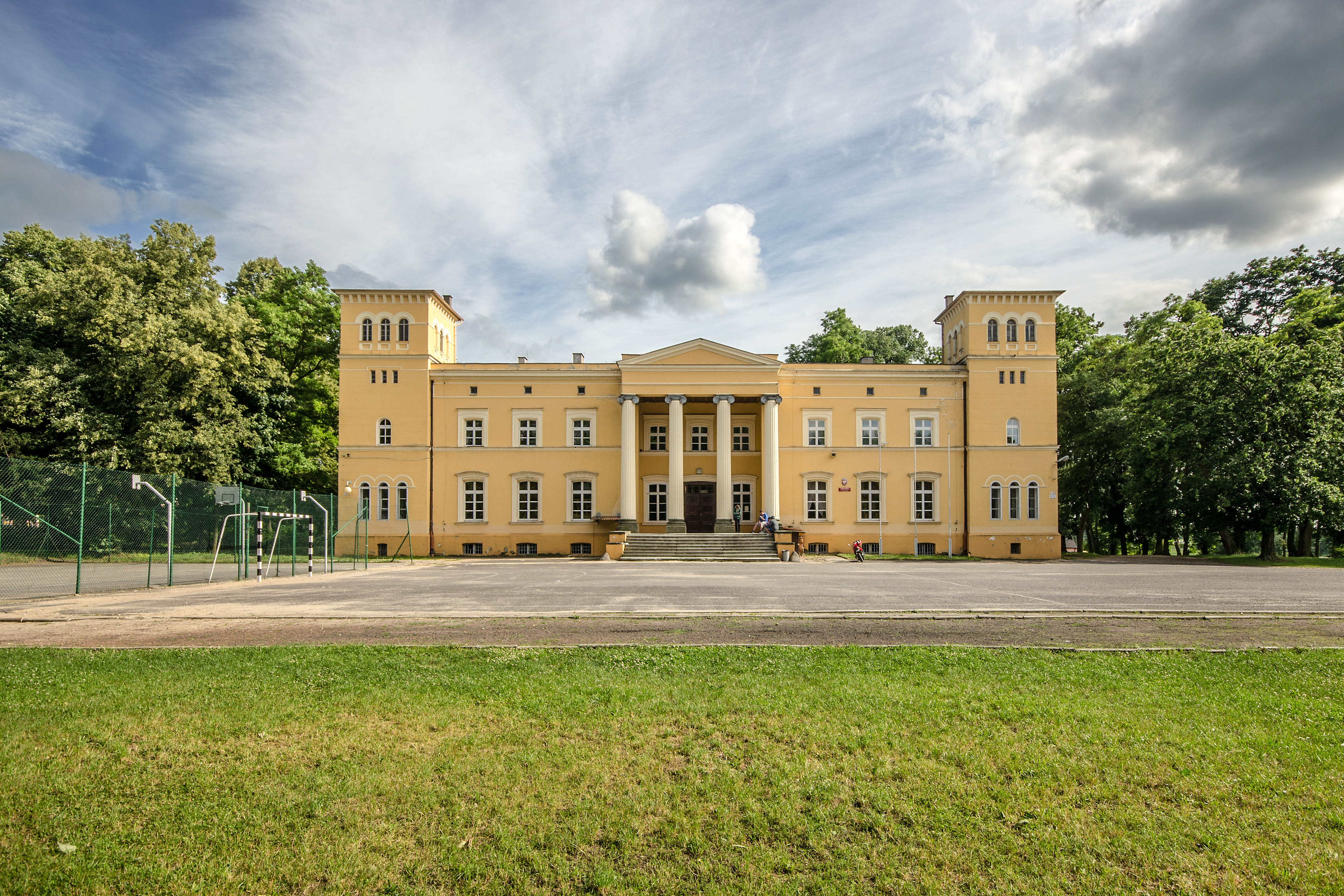
Schloss Mroczeń

## Geschichte
Das Dorf im Weluner Land der Woiwodschaft Sieradz wurde erst im frühen 17. Jahrhundert als ein Vorwerk gegründet und wurde 1616 erstmals urkundlich erwähnt.
Im Zuge der zweiten polnischen Teilung kam der Ort 1793 an Preußen.
1901 wurde der Gutshof an die Preußische Ansiedlungskommission verkauft, die deutsche Kolonisten ansiedelte. Die Kolonie wurde aus der Gemeinde Mroczeń Nowy (Neu-Mroczeń) ausgegliedert und erhielt später den Namen Moorschütz.
Nach dem Ende des Ersten Weltkriegs kam Mroczeń zu Polen, Woiwodschaft Posen. Im Jahr 1921 gab es in der Gemeinde Mroczeń im Powiat Kępiński 90 Häuser mit 585 Einwohnern, es waren überwiegend polnische (580) Römisch-Katholiken (568). In der Gemeinde Mroczeń Nowy gab es 68 Häuser mit 640 Einwohnern, davon  460 Polen, 80 Deutsche, 360 Römisch-Katholiken und 180 Protestanten. Die Protestanten gehörten der evangelischen Pfarrgemeinde in Laski der Superintendentur Ostrzeszów der Unierten Evangelischen Kirche in Polen.

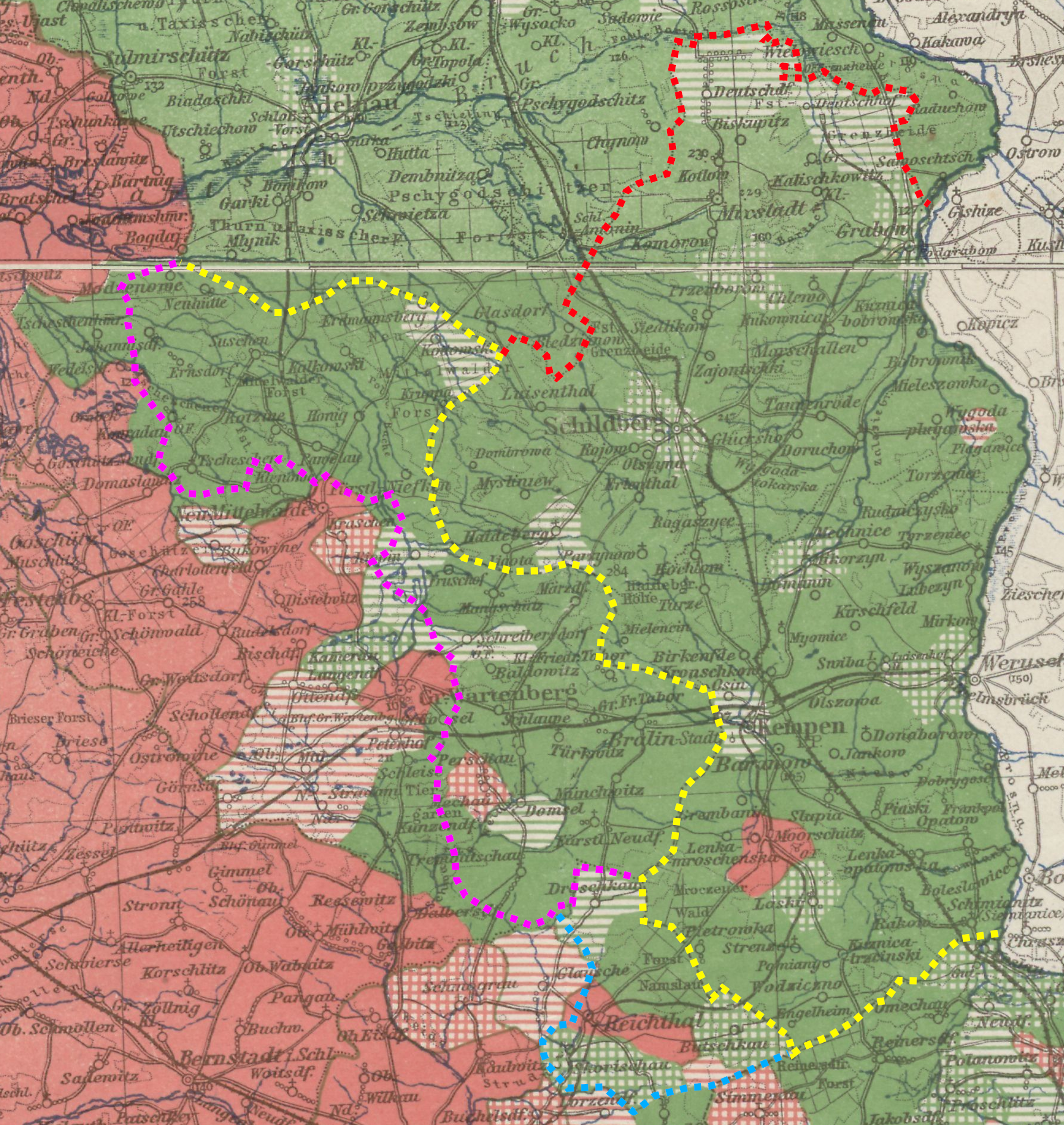
Sprachkarte der Umgebung aus dem Jahr 1910 mit der Sprachinsel Moorschütz

Beim Überfall auf Polen 1939 wurde das Gebiet von den Deutschen besetzt und dem Landkreis Kempen im Reichsgau Wartheland zugeordnet.
Von 1975 bis 1998 gehörte Mroczeń zur Woiwodschaft Kalisz.